# Autoridad de validación
La autoridad de validación (VA) es aquel prestador de servicios de certificación  que asegura la autenticidad, validez e integridad de las transacciones más críticas, como aquellas de transferencia de valores, compra, venta a través de la red. Validation Authority es una Autoridad de Certificación (CA=Certification Authority) neutral, con protocolo multi-validación, server para chequeo de la validad de los certificados digitales según norma X509V3 en sistemas que utilizan PKI (Infraestructura de llave pública) en corporaciones, bancos o dependencias gubernamentales.
La VA se encarga de comprobar que el certificado digital presentado por el usuario es válido, es decir, que ha sido emitido por una CA confiable y que no ha sido revocado. Para ello, la VA consulta la Lista de Certificados Revocados (CRL) de la CA que emitió el certificado, y también puede verificar la validez del certificado a través del uso de protocolos de validación en línea como el Protocolo de Validación de Certificados en Línea (OCSP). Además, la VA puede llevar a cabo otras comprobaciones adicionales para asegurarse de que el usuario que presenta el certificado es quien dice ser, como la validación de su identidad a través de un proceso de autenticación.